# Helaniemi
Helaniemi är en ö i Finland. Den ligger i sjön Alanteenjärvi och Parvajärvi och i kommunen Suomussalmi i den ekonomiska regionen  Kehys-Kainuu  och landskapet Kajanaland, i den centrala delen av landet, 600 km norr om huvudstaden Helsingfors. Öns area är 3,5 hektar och dess största längd är 310 meter i öst-västlig riktning.